# Camponotus turkestanicus
Camponotus turkestanicus é uma espécie de inseto do gênero Camponotus, pertencente à família Formicidae.